# 城巴581線
城巴581線是香港一條新界巴士路線，於2024年4月28日投入服務，來往馬鞍山市中心及西沙及十四鄉，途經烏溪沙及落禾沙，全程收費為$5.1。

## 歷史
為配合十四鄉一帶的房屋發展，運輸署在《2023－2024年度巴士路線計劃》中，建議開辦一條新巴士服務，全日來往十四鄉及馬鞍山市中心，途經烏溪沙站，以提供直接的巴士服務往來十四鄉及烏溪沙站與馬鞍山市中心一帶，乘客可乘搭新路線前往烏溪沙站及馬鞍山市中心轉乘其他巴士路線或公共交通服務前往不同地區，並決定以招標形式挑選合適的巴士公司營辦此線。
2023年9月，運輸署宣佈把此路線專營權批予城巴，編號為「581」。隨着十四鄉的戶外體育及康樂用途場地於2024年起陸續落成，此路線在同年4月28日起正式投入服務。2024年12月22日起，來回方向繞經落禾沙，增停耀沙路「雲海」及烏溪沙路「迎海（第四期）」站。

## 服務時間及班次
581線來回方向均提供全日服務，列表如下：
| 馬鞍山市中心開       | 馬鞍山市中心開 | 馬鞍山市中心開 | 西沙及十四鄉開       | 西沙及十四鄉開 | 西沙及十四鄉開 |
| 日期                 | 服務時間       | 班次（分鐘）   | 日期                 | 服務時間       | 班次（分鐘）   |
| -------------------- | -------------- | -------------- | -------------------- | -------------- | -------------- |
| 星期一至五           | 06:10－21:40   | 30             | 星期一至五           | 06:40－22:10   | 30             |
| 星期六、日及公眾假期 | 06:10－13:10   | 30             | 星期六、日及公眾假期 | 06:40－13:40   | 30             |
| 星期六、日及公眾假期 | 13:10－20:10   | 20             | 星期六、日及公眾假期 | 14:10－20:40   | 20             |
| 星期六、日及公眾假期 | 20:10－21:40   | 30             | 星期六、日及公眾假期 | 20:40－22:10   | 30             |

## 收費
581線全程收費為$5.1，當中去程及回程分別設有由樟木頭帝琴灣往西沙及十四鄉$5.0及烏溪沙站往馬鞍山市中心$5.0之單向分段收費。
581線設有12歲以下小童及65歲或以上長者半價優惠，當中使用學生身份個人八達通卡的乘客可享九折優惠；60歲－64歲香港居民、65歲或以上長者與合資格殘疾人士如以指定八達通繳付此線的車資，均可享有長者及合資格殘疾人士公共交通票價優惠計劃提供的$2票價優惠。乘客登車時需以現金或八達通卡繳付車資，不設找贖；而每位成人乘客可免費帶同最多兩名四歲以下而且不佔座位的兒童乘車。使用八達通卡繳付車資的乘客，在付費後的90分鐘內於烏溪沙站或馬鞍山站入閘乘搭屯馬綫可享有減$0.6的轉乘優惠，反之亦然。此外，乘客亦可使用指定電子支付工具繳付車資，使用此支付方式的乘客可享有與其他城巴獨營路線或聯營線城巴班次之轉乘優惠，惟不適用於與非城巴路線之轉乘優惠，乘客亦不能享有「公共交通費用補貼計劃」及「長者及合資格殘疾人士公共交通票價優惠計劃」。於星期一至五上午9時後、星期六、日及公眾假期全日，每兩名繳付成人車費的乘客，可免費攜同一位65歲及以上長者及一位12歲以下小童乘車，而一位陪同傷殘人士的乘客以現金繳付車資亦可獲半價優惠；每月第一個星期日，使用殘疾人士身分個人小童八達通的乘客可免費乘車。

## 用車
581線主要用車為已加裝額外輪椅停放區、能同時接載兩名輪椅乘客的富豪B8L 12米（指定車隊編號為52131－52138）。

## 行車路線

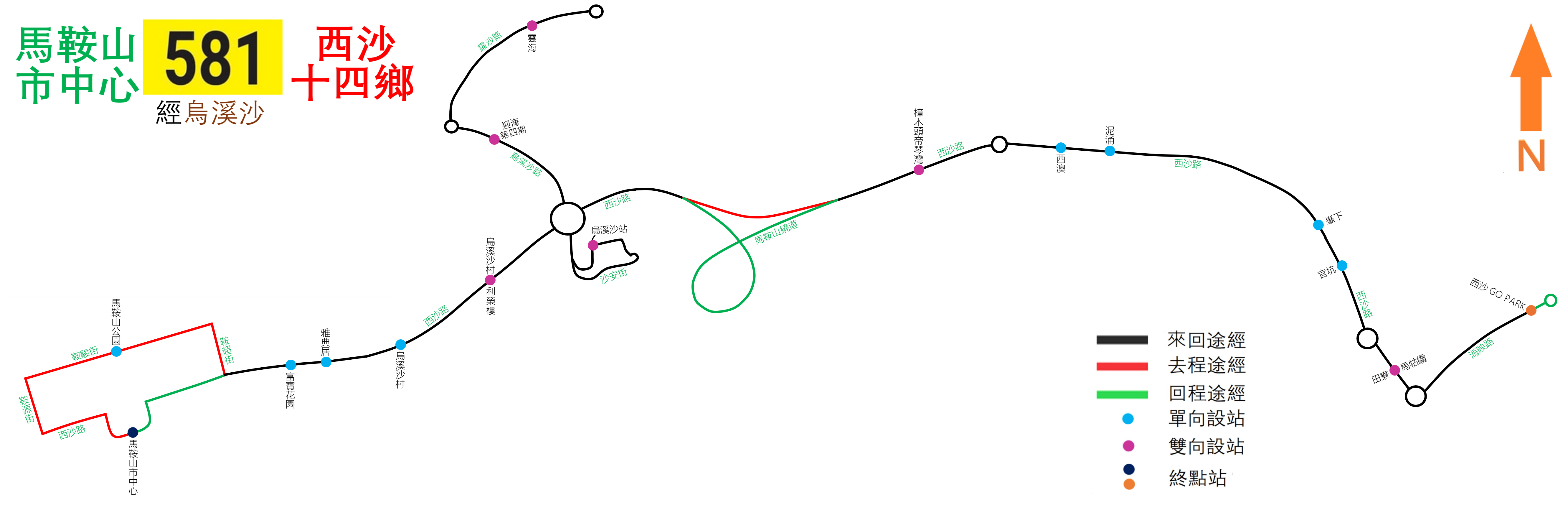
581線的走線圖

581線由馬鞍山市中心開出之班次途經西沙路、鞍源街、鞍駿街、鞍超街、西沙路、烏溪沙路、耀沙路、迴旋處、耀沙路、烏溪沙路、沙安街、烏溪沙站公共運輸交匯處、沙安街、西沙路及海映路前往西沙及十四鄉；由西沙及十四鄉開出之班次途經海映路、西沙路、馬鞍山繞道、西沙路、沙安街、烏溪沙站公共運輸交匯處、沙安街、烏溪沙路、耀沙路、迴旋處、耀沙路、烏溪沙路及西沙路前往馬鞍山市中心，具體停站請參考資訊框。